# Kim Gwi-hwa
Kim Gwi-hwa (15 de março de 1970) é um ex-futebolista profissional sul-coreano que atuava como meia.

## Carreira
Kim Gwi-hwa representou a Seleção Sul-Coreana de Futebol nas Olimpíadas de 1992.